# Хант, Уильям Генри
Уильям Генри Хант (англ. William Henry Hunt, 28 марта 1790, Лондон, — 10 февраля 1864, там же) — английский художник.

## Биография
С 1805 года У. Г. Хант учился живописи у пейзажиста и акварелиста Джона Варли, затем у художников Джона Линнелла и Уильяма Мюльреди. В 1807 году Хант впервые выставляет свои картины. В 1808 году он вступает в лондонскую Королевскую академию художеств. Первоначально писал масляными красками; затем, начиная с 1814 года — в основном акварели. В 1824 году он — член-корреспондент Королевского общества художников-акварелистов, с 1827 года — полноправный член этого общества.
У. Г. Хант обладал как художник высокой продуктивностью. Иногда им выставлялись одновременно по 20-30 новых работ — жанровых полотен, пейзажей, портретов, натюрмортов, интерьеров. Первоначально достаточно неуверенный в своих акварельных опытах, со временем у Ханта развился необыкновенный талант как в акварели, так и в масляной живописи. По мнению Джона Рёскина, Хант был тончайшим художником-пейзажистом из ему известных. Обладая с детских лет слабым здоровьем, художник проводил много времени на морском курорте в Гастингсе.
Многие работы У. Г. Ханта находятся в Британском музее и в музее Виктории и Альберта.